# Spiridion von Lusi

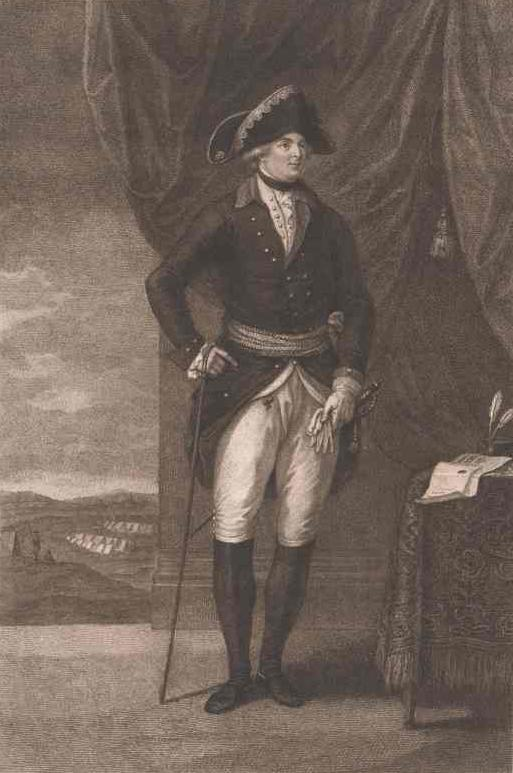
Spiridion von Lusi

Spiridion Graf von Lusi (griechisch Σπυρίδων Λούζης Spyridon Louzis, italienisch Spiridione Lusi; * 1741 bzw. 1742 auf Kefalonia; † 1. September 1815 in Potsdam) war ein griechischer Gelehrter und preußischer Diplomat und General.

## Leben

### Werdegang
Das griechische Adelsgeschlecht Lusi geht auf das 13. Jahrhundert zurück, ein Zweig ließ sich später auf Insel Kefalonia nieder, welche damals zur Republik Venedig gehörte. Spiridion Graf von Lusi studierte am griechischen Kollegium in Venedig, danach an der Universität Padua, wo er von 1763 bis 1765 die vier Werke Lukians übersetzte. Nach dem Studium ging er nach Wien und später nach Breslau, wo ihn der kaiserliche Gesandte König Friedrich II. vorstellte.
Spiridion von Lusi verfasste einen Artikel in der venezianischen Zeitung über die Geheimpläne Preußens. Die zahlreichen Hintergrundinformationen veranlassten den preußischen Gesandten den Artikel nach Potsdam zu schicken. König Friedrich II. lud 1777 unter einem Vorwand von Lusi nach Sanssouci ein, um einem Verrat auf die Schliche zu kommen. Auf den Artikel angesprochen belegte Spiridion von Lusi, wie er aus amtlichen Bekanntmachungen Geheimpläne rekonstruierte. König Friedrich II. war von den Fähigkeiten des 42-Jährigen beeindruckt und bot ihm eine Stelle als Kammerherr an, um ihn später in den diplomatischen Dienst zu schicken. Noch im Jahr 1777 wurde ihm in Preußen der Grafenstand anerkannt. Aufgrund seiner Herkunft hatte er den Spitznamen „Kammerherr des Ulysses“ (Odysseus).
Ab 1780 wurde er preußischer Botschafter in London; das Budget der Gesandtschaft war mit 6000 Talern sehr bescheiden. Wiederholt versuchte er erfolglos beim König eine Anhebung zu erreichen. Als letzten Ausweg bat er um eine Genehmigung, über die Botschaft Handel mit Olivenöl zu treiben. Es gelang von Lusi, die Unkosten der Botschaften aus dem Handel zu bestreiten und darüber hinaus selbst noch gut zu verdienen. Gleichzeitig warb er auch für den preußischen Außenhandel. Im Jahr 1788 wurde er aus London abberufen. Anschließend, im Jahr 1800 wurde er nach St. Petersburg beordert, um dort ebenfalls den Handel zu fördern. Im selben Jahr hat der den Großen Roter Adlerorden erhalten. In der Stellung als Gesandter in St. Petersburg blieb er bis 1802.
Bereits im Jahr 1778 war er Kapitän im Freibataillon „von Steinmetz“, avancierte zum Major und nahm mit der Brigade Zaremba am Bayerischen Erbfolgekrieg, insbesondere an den Gefechten bei Komeise und Jägerndorf teil. Im Jahr 1780 war er Offizier von der Armee und Stieg 1784 zum Oberst auf. 1789 hat er für seinen Einsatz vor Komeise den Orden Pour le Mérite erhalten. Er soll auch Frieden zwischen dem Kaiser und Osmanischem Reich vermittelt haben. 1792 wurde er zum Generalmajor von der Armee sowie 1798 zum Generalleutnant befördert.

### Familie
Lusi heiratet 1790 in Potsdam Margarethe Aurora, geborene Galeotti, verwitwete Geheimrätin Septe (* 1755). Am 7. Januar 1792 wurde sein Sohn Friedrich Wilhelm Ludwig August in Berlin geboren, dieser wurde nach einer Karriere beim Militär auf dessen Wunsch 1833 preußischer Gesandter am griechischen Hof. Er starb im Jahre 1847. Ein Nachfahre war der irische Physiker John Joly (1857–1933).